# Shelley Long

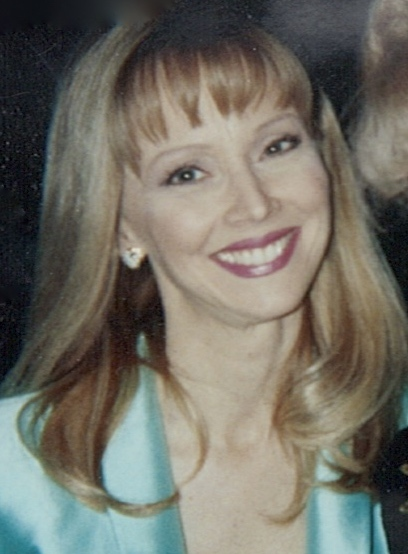
Shelley Long 1996

Shelley Long (* 23. August 1949 in Fort Wayne, Indiana) ist eine US-amerikanische Schauspielerin.

## Leben
Bekannt wurde Long durch die Rolle der Kellnerin Diane Chambers in der Serie Cheers, bei der sie später durch Kirstie Alley ersetzt wurde. Für diese Rolle erhielt sie 1983 den Emmy in der Kategorie Beste Hauptdarstellerin in einer Comedy-Serie, von 1984 bis 1986 war sie in derselben Kategorie nominiert, 1993 war sie als Beste Nebendarstellerin nominiert. 1983 und 1985 gewann sie zudem jeweils einen Golden Globe. 1984 war sie als Beste Hauptdarstellerin in Triple Trouble für einen Golden Globe nominiert. 1996 war sie als Beste Gastdarstellerin für ihren Auftritt in Frasier für einen Emmy nominiert.
Sie spielte zusammen mit Tom Hanks das Ehepaar „Fielding“ in dem Film Geschenkt ist noch zu teuer. Zusammen mit Bette Midler spielte Shelley Long in der Krimikomödie Nichts als Ärger mit dem Typ. Sie hatte Gastauftritte in Sabrina – Total Verhext! als böse Hexe (Folge 2x16) und in der Folge Auf Leben und Tod der Serie Boston Legal (Folge 1x17). Von 2009 bis 2018 spielte sie in einer wiederkehrenden Nebenrolle die DeDe Pritchett in der Sitcom Modern Family.

## Persönliches
1981 heiratete sie in zweiter Ehe Bruce Tyson, mit dem sie eine 1985 geborene Tochter hat und von dem sie seit 2003 geschieden ist.

## Filmografie (Auswahl)
- 1979: Trapper John, M.D. (Alles nur Vorurteile)
- 1980: M*A*S*H (Folge „Gin, Scotch und Cognac“)
- 1981: Caveman – Der aus der Höhle kam (Caveman)
- 1982: Nightshift – Das Leichenhaus flippt völlig aus (Night Shift)
- 1982–1993: Cheers (Fernsehserie, 124 Folgen)
- 1983: Die Aufreißer von der Highschool (Losin’ It)
- 1984: Triple Trouble (Irreconcilable Differences)
- 1986: Geschenkt ist noch zu teuer (Money Pit)
- 1987: Nichts als Ärger mit dem Typ (Outrageous Fortune)
- 1987: Hello again – Zurück aus dem Jenseits (Hello Again)
- 1989: Die Wilde von Beverly Hills (Troop Beverly Hills)
- 1990: Mit den besten Absichten (Don’t Tell Her It’s Me)
- 1992: Der Himmel kennt keine Tränen (A Message from Holly, Fernsehfilm)
- 1992: Ein Baby von der Bank (Frozen Assets)
- 1994–2001: Frasier (Fernsehserie, 3 Folgen)
- 1995: Die Brady Family (The Brady Bunch Movie)
- 1995: Annabelles größter Wunsch (Freaky Friday, Fernsehfilm)
- 1995: Willkommen im Paradies (The Women of Spring Break, Fernsehfilm)
- 1996: Susie Q – Engel in Pink (Susie Q, Fernsehfilm)
- 1996: Weihnachtsmann aus Leidenschaft (A Different Kind of Christmas, Fernsehfilm)
- 1996: Die Brady Family 2 (A Very Brady Sequel)
- 1998: Sabrina – Total Verhext! (Sabrina, the Teenage Witch, Fernsehserie, Folge 2x16: Die moderne Hexe)
- 1998: Diagnose: Mord (Diagnosis Murder, Fernsehserie, Folge 6x07: Mordlustige Autoren)
- 1999: Spurlos verschwunden – Eine Mutter gibt nicht auf (Vanished Without a Trace, Fernsehfilm)
- 2000: Dr. T and the Women
- 2002: Die Brady Family im Weißen Haus (The Brady Bunch in the White House, Fernsehfilm)
- 2002: The Santa Trap – Verrückte Weihnachten (The Santa Trap, Fernsehfilm)
- 2003: Meine wilden Töchter (Fernsehserie, Folge 1x26: Die doofen Doyles)
- 2005: Boston Legal (Fernsehserie, Folge 1x17)
- 2009–2018: Modern Family (Fernsehserie, 8 Folgen)
- 2012: Lumpy
- 2012: Strawberry Summer (Fernsehfilm)
- 2013: Best Man Down
- 2017: Different Flowers
- 2017: Völlig Verrückte Weihnachten (Christmas in the Heartland)